# Fleisz János

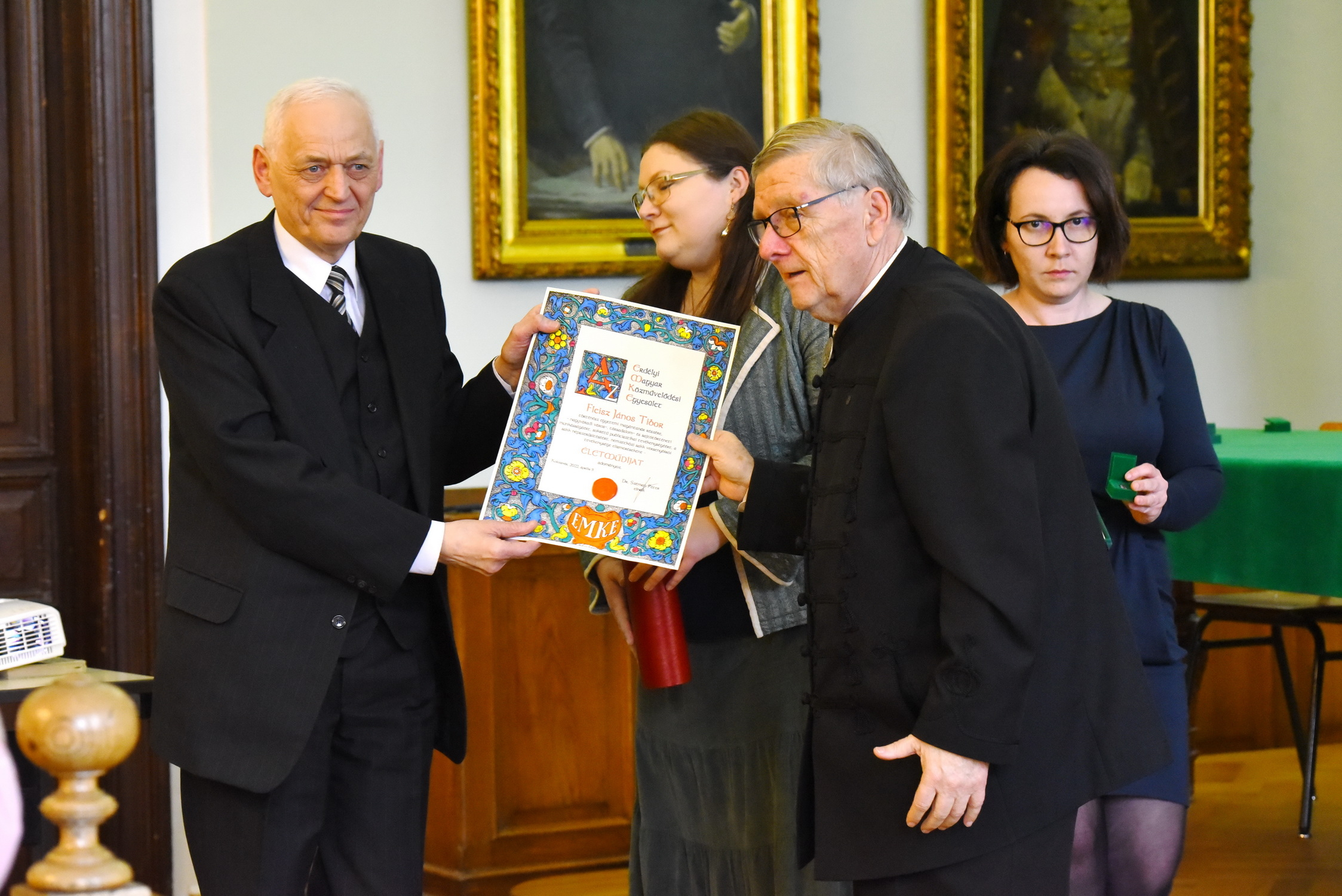
2022. április. Kolozsvár. EMKE étműdíj átadása.

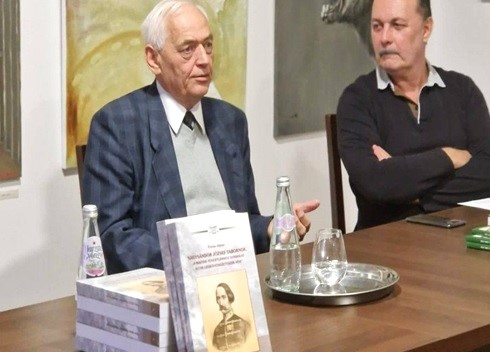
2022. október. Debrecen. Könyvbemutató.

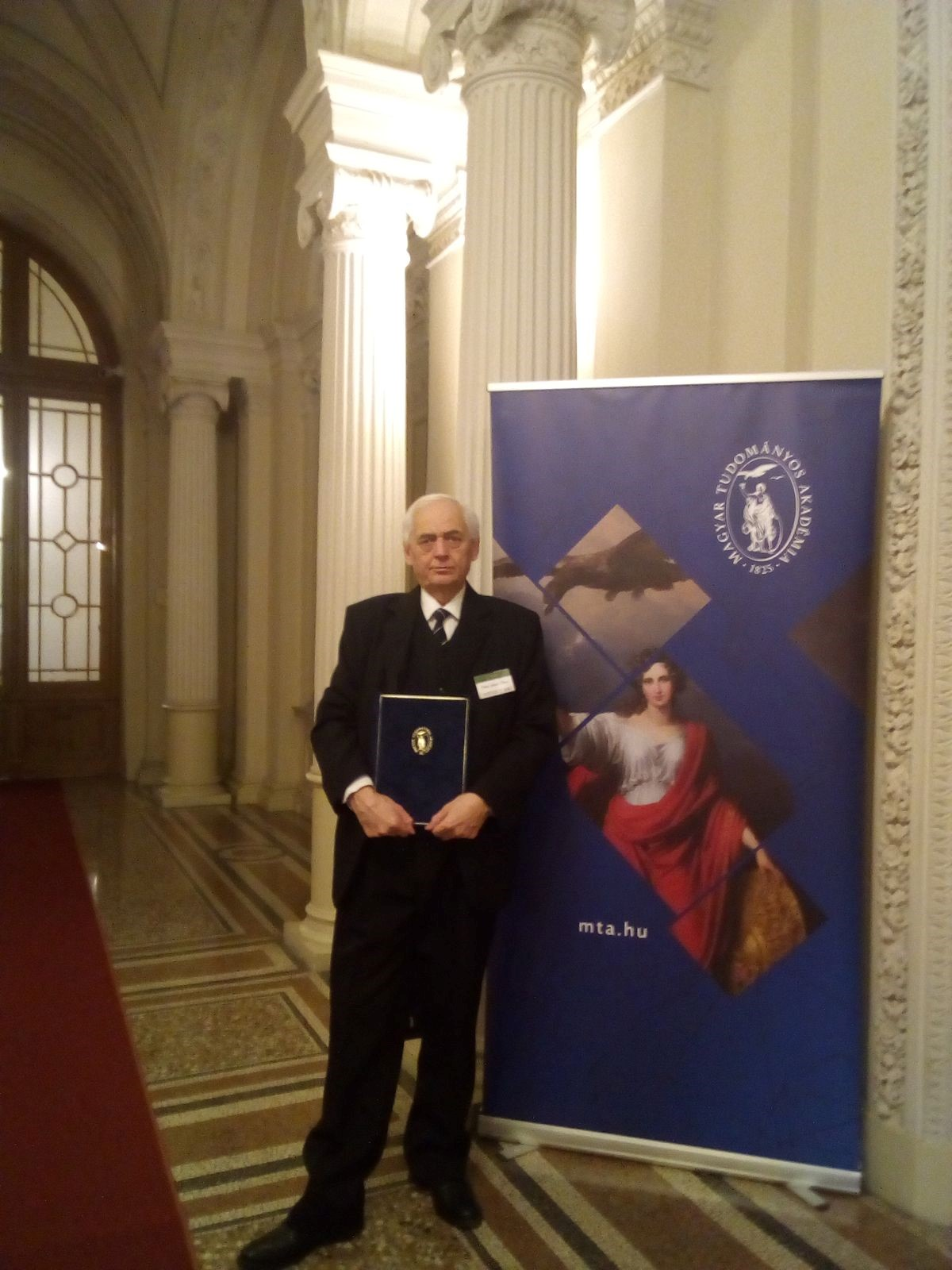
2022. november. Budapest. MTA DOMUS emléklap átadása.

Fleisz János Tibor (Nagyvárad, 1951. június 3.-) nagyváradi magyar történész, egyetemi magántanár, a Magyar Tudományos Akadémia köztestületének tagja, nemzetközi sakkversenybíró.  

## Életpályája
Iskoláit Nagyváradon végezte, a 4-es számú Líceumban érettségizett 1970-ben.1976-ban a Nagyváradi Pedagógiai Főiskola történelem-földrajz szakán, majd 1979-ben a kolozsvári Babeș–Bolyai Tudományegyetem történelem szakán szerzett oklevelet. Kandidátusi, egyben doktori disszertációját (PhD) 1995-ben védte meg Budapesten a Magyar Tudományos Akadémián.1999-ben Bukarestben megkapta a történettudományok doktora címet. 2001-ben a Pécsi Tudományegyetemen habilitált, ahol 2008. január 1-jétől megkapta az egyetemi magántanári címet. A tanári pályát 1976-ban Paptamásiban kezdte. 1982-től Nagyváradon több iskolában tanított, 1988-tól 2016-ig megszakításokkal a nagyváradi Mihai Eminescu Országos Kollégiumban. Egyidejűleg 1994-től 1999-ig a Sulyok István Református Főiskolán is tanított, közben, 1995-1997 között a nagyváradi Ady Endre Sajtókollégium igazgatója. 1999-2012 között a Partiumi Keresztény Egyetemen tanított mint társult egyetemi docens, 2004-től 2017-ig pedig a Nagyváradi Állami Egyetem Társadalomtudományi Tanszékén mint egyetemi magántanár. 1993 és 2004 között több alkalommal vendégtanárként tanított Budapesten az Eötvös Loránd Tudományegyetemen és a Pécsi Tudományegyetemen, ahol a doktori iskolában is közreműködött.

## Munkássága
Első tudományos írását a nagyváradi Múzeum kiadványa a Crisia (1980) közölte. Fő kutatási területei Erdély, Partium és Bánság, valamint elsősorban Nagyvárad várostörténete, társadalomtörténete és sajtótörténete főleg az 1800-1950 közötti időszakban. Foglalkozott a partiumi regionális fejlődés kérdéseivel, az 1848-49-es eseményekkel, kiemelkedő személyek életútjával. Több alkalommal is kutatott Budapesten az Európa Intézet, az MTA Domus Hungarica és a Pro Renovanda ösztöndíjaival. Több OTKA kutatási programba is bekapcsolódott. Számos tudományos ülésszakon vett részt köztük Budapesten, Bécsben, Berlinben, Athénban. 

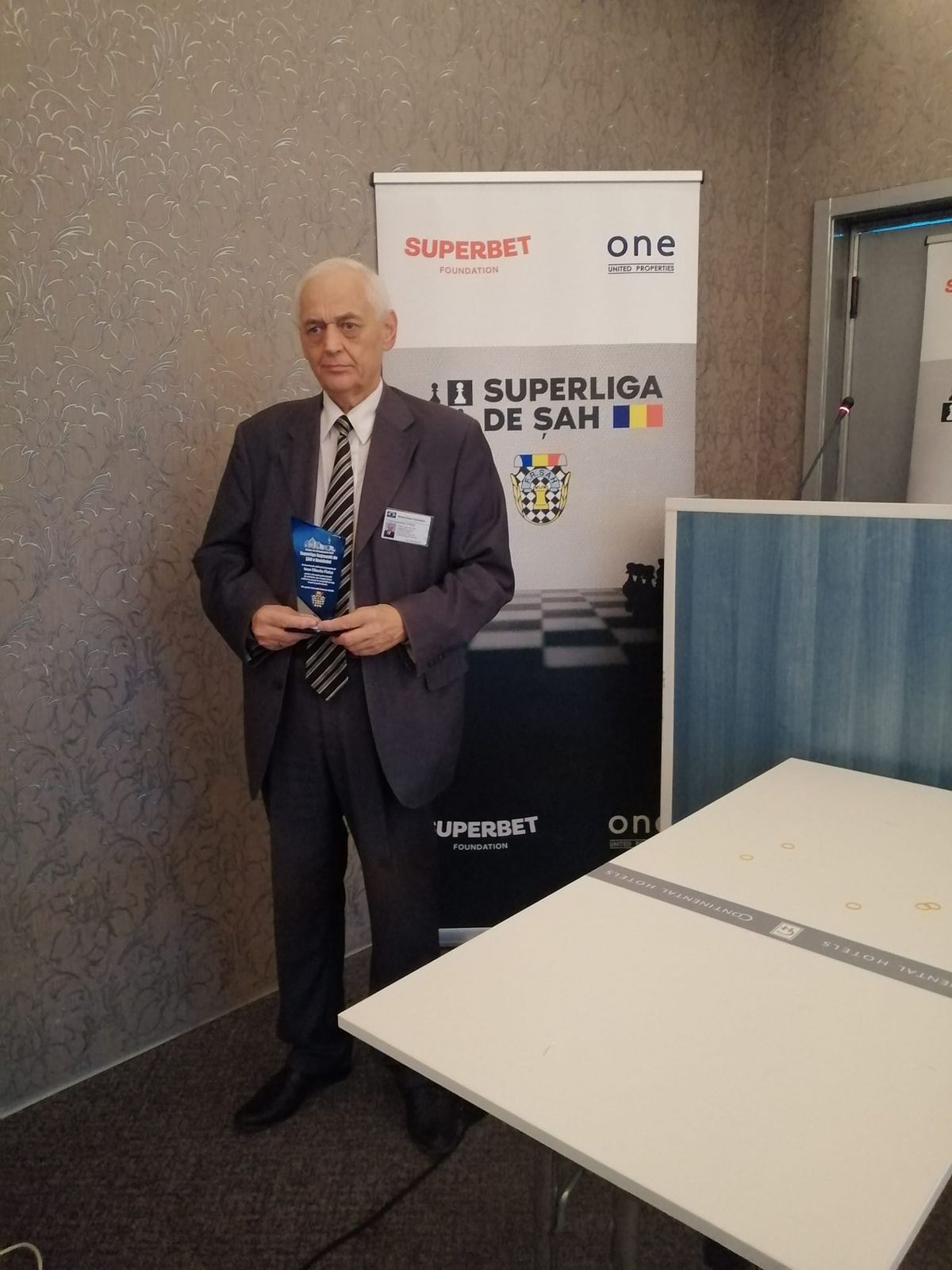
2022. szeptember. Nagyvárad. A Román Sakkszövetség emlékplakettjének átadása.

Sokrétű publicisztikai tevékenységet is kifejtett, kutatásai eredményeit 1990 után, 20 önálló kötetben, több száz szaktanulmányban és több mint ezer sajtócikkben közölte. Egyik alapítója a Romániai Magyar Pedagógus Szövetség Bihar megyei szervezetének, melynek 1990-1993 között titkára volt. 1990-ben tagja lett az Erdélyi Múzeum Egyesületnek, 1995-ben létrehozta ennek nagyváradi fiókszervezetét, amelyet 2003-ig vezetett. Az EME Bölcsészet- Nyelv- és Történettudományi szakosztályának volt többször Választmányi tagja. Tevékenykedett a debreceni, pécsi és kolozsvári Akadémiai Bizottságok keretében is. Közösségi és civil szervezeti vonalon 1998-ban kezdeményezte a nagyváradi Sapientia Varadiensis Tudományos Alapítvány, 1999-ben a Bihar Megyei és Nagyváradi Civil Szervezetek Szövetsége (BINCISZ) megalapítását, melyeknek elnöke lett,  2009-ben a Nagyváradi Civil Kerekasztal, 2012-ben pedig a Biharország Civil Társulás létrehozását. Kezdeményezte Nagyváradon a Magyar Kultúra-, a Magyar Tudomány- és Civil Szervezetek Napja, illetve a Művelődés Hete - Tanulás Ünnepe rendezvénysorozat bevezetését. 1999 után hozzájárult a Varadinum Kulturális Alapítvány elindításához, amely Kuratóriumának ügyvezető elnökeként, majd szóvivőjeként fontos szerepet játszott a Festum Varadinum nagyváradi rendezvénysorozat 2001 és 2012 közötti megszervezésében.  1999 és 2014 között 15 alkalommal szervezte meg a nagyváradi római katolikus püspökséggel közösen a Nagyvárad tudós püspökei, jeles személyiségei konferenciát. Egyike volt 2002-ben a Várad irodalmi-kulturális folyóiratot létrehozó értelmiségi csoportnak. 
Kezdetektől részt vett a Magyar Országgyűlés jegyzői által elindított Szacsvay Imre megemlékezésben, egyike volt a megemlékezések intézményesítéséről szóló szerződés aláíróinak. Tagja volt egy ideig a kolozsvári Magyar Civil Szervezetek Erdélyi Szövetsége és a budapesti Magyar Népfőiskolai Társaság Igazgató tanácsának. Rendszeresen részt vett a Budakalászi Találkozókon, illetve élénk kapcsolatot alakított ki a berettyóújfalui, budapesti, debreceni, jászfényszarui, szarvasi, szegedi, tatai, illetve kolozsvári, aradi civil szervezetekkel, valamint a Nemzeti Együttműködési Közösséggel. 1996-2000 között Bihar megyei önkormányzati képviselő (tanácsos), 2000 és 2003 között a Bihar megyei RMDSZ előbb művelődési, majd civil szervezetekért és tudományért felelős alelnöke, a kedvezménytörvény Országos Felügyelő Bizottságának tagja. 2008-2012 között Nagyvárad városi önkormányzati képviselő. 2010-től részt vett a budapesti Honismereti Szövetség Országos Honismereti Akadémiáin, illetve 2013-óta a budapesti Magyar Kollégium által elindított Civil Akadémiákon is. 2011-től tagja a Hajnal István Társadalomkutató Körnek. 2012 óta a Nagyvárad-velencei római katolikus egyházközség tanácsosa. 2016 áprilisa óta az Erdélyi Magyar Közművelődési Egyesület (EMKE) Partium régióért felelő alelnöke. 2017-ben tagja lett a nagyváradi Partiumi Területi Kutatások Intézetének, a budapesti Magyar Regionális Tudományi Társaságnak és a Partiumi Értéktár Bizottságnak.

### Sakkbírói pályafutása
Mivel az 1980-as években valódi történészi munkára nem volt lehetősége, számára a sakk eleinte pótcselekvésnek indult. A sakkbíráskodást 1980-ban kezdte, miután látta, hogy versenyzőként a mesterjelölti szinttől magasabbra nem jut. 1980-tól tagja a Bihar megyei Sakkbizottságnak, 15 évig titkára, 1981-ben kezdeményezte a Félix-Kupa nemzetközi sakkversenyt, illetve svájci rendszerű és a rapid helyi versenyeket. 1991-től lett nemzetközi versenybíró. 2000-ben megszervezte Nagyváradon a Bajnokok Szimultánja eseményt. 2006-ban és 2022-ben megszervezte Nagyvárad és Debrecen sakk válogatottjainak a találkozóját. Kiemelkedőt a bíráskodásban ért el, 1991-től nemzetközi sakk versenybíró lett. Bíráskodott több női és férfi egyéni és csapat román országos döntőn, 10 ifjúsági Európa- és világbajnokságon, a debreceni csapat Európa-bajnokságon, 2018-ban pedig a nagyváradi Rapid és Villámsakk Ifjúsági Európa Bajnokságon és még számos más, közel száz rangos versenyen volt főbíró. 2020-ban megalapította a www.chess.com szerveren a Nagyváradi Sakk Klubot, amely keretében sikerrel elindította az online sakkversenyeket Biharban. 2023 februárjáig összesen 48 online sakkversenyt szervezett meg, illetve bíráskodott.

## Családja
Vallása római katolikus. Szülei: Fleisz Zoltán áruszakértő, Medgyesi Rozália pénztáros. Testvére Fleisz Zoltán technikus. Felesége Judit, nyugdíjas történelemtanárnő, a nagyváradi Ady Endre Elméleti Líceum egykori aligazgatója.

## Díjai
- Varadinum kulturális emlékplakett (2002)
- Hűség a Hazához Nagykereszt (Budapest, 2003)
- Nadányi Zoltán-díj (2004)
- Bihar Kultúrájáért civil díj (2007)
- Gróf Mikó Imre-emlékérem (2009)
- A Hit szolgálatában érdemérem (2014)
- Szent László emlékérem (2017)
- Magyar Kultúráért díj (2018)
- Magyar Nyelv és Kultúra Nemzetközi Társaságának Emléklapja (2020)
- EMKE életműdíj (Kolozsvár, 2022)
- A Román Sakkszövetség Emlékplakettje (2022)
- MTA Domus Emléklap (Budapest, 2022)

## Művei

### Önálló kötetek
- Város, kinek nem látni mását. Nagyvárad a dualizmus korában. Nagyvárad, 1996, 1997.
- Nagyvárad története évszámokban. Nagyvárad, 2000.
- Az erdélyi magyar sajtó történetéből. Pécs, 2001.
- Nagyvárad történeti bibliográfiája. Bibliografia istorică a Oradiei. Nagyvárad, 2002.
- Kossuth Lajos és Nagyvárad. Nagyvárad, 2003.
- A leghazafiasabb érzelmű tábornok. Nagysándor József (1804–1849). Nagyvárad, 2004.
- Egy város átalakulása. Nagyvárad a két világháború között 1919–1940. Nagyvárad, 2005.
- Város, társadalom, kultúra. Nagyvárad a 19–20. században. Sapientia Varadiensis Alapítvány, Nagyvárad, 2005.
- Váradi hétköznapok. Sapientia Varadiensis Alapítvány, Nagyvárad, 2005.
- Az erdélyi magyar sajtó története 1890–1940. Pro Pannónia Kiadói Alapítvány, Pécs, 2005.
- Metamorfoza unui oraș. Oradea 1850–1940. Oradea, 2007.
- Egy szobor száz esztendeje. A nagyváradi Szacsvay-szobor története. Budapest, 2007.
- Szacsvay Imre, az elfeledett vértanú. Nagyvárad, 2008.
- Az örök átalakulás városa. Nagyvárad, 2008.
- Egy tollvonás volt a bűne. Szacsvay Imre (1818–1849), az országgyűlés vértanú jegyzője. Budapest, 2009.
- Nagyvárad várostörténete. Kismonográfia. Nagyvárad, 2011.
- Szacsvay Imre emlékezete. Budapest, 2011.
- Az erdélyi magyar sajtó története 1940–1944. Budapest, 2016.
- Városfejlődés, regionális átalakulás. Nagyvárad, Partium, Erdély. Nagyvárad, 2016.
- Nagyvárad művelődési élete 1940-1944. Nagyvárad, 2017.
- Nagyvárad gazdasága 1900-1950. Nagyvárad gazdasági fejlődésének szakaszai és sajátosságai a 20. század első felében. Nagyvárad, 2022.
- Nagysándor József  tábornok, „A magyar függetlenségi gondolat legkövetkezetesebb híve". Budapest. 2022.

### Társszerzőként
- Így sakkoztunk mi. Nagyvárad és Bihar megye sakktörténetéből. Nagyvárad, 2005. (Makai Zoltánnal és     Pásztai Ottóval)
- Statutul Municipiului Oradea. Oradea, 2012. (Tizenkét társszerzővel)

### Szerkesztett kötetek
- Erdélyi várostörténeti tanulmányok. Csíkszereda, 2001. (Pál Judittal)
- Nagyvárad tudós püspökei. Nagyvárad, 2003.
- Civil szervezetek az ezredfordulón. Sapientia Varadiensis Alapítvány. Nagyvárad, 2003.
- Varadinum Emlékkönyv 1997–2002. Nagyvárad, 2003.
- Magyar Kultúra Napja. Nagyvárad, 2003.
- Magyar Kultúra Napja. Nagyvárad, 2004.
- Magyar Kultúra Ünnepe. Nagyvárad, 2005.
- Magyar Kultúra Ünnepe Emlékkönyv 2001–2006. Nagyvárad, 2006.
- Bihar – Hajdú Bihar sakk csapatmérkőzés. Meci pe echipe de șah Bihor – Hajdú-Bihar. Oradea-Nagyvárad, 2006.
- Magyar Kultúra Ünnepe 2007. Nagyvárad, 2007.
- Varadinum Emlékkönyv 2003–2009. Nagyvárad, 2010. Társszerkesztő: Wagner Izabella.
- Főhajtás püspökeink emléke előtt. Nagyvárad tudós neves személyiségei. Nagyvárad, 2010. (Fodor Józseffel)
- Sakkozásunk évszázadaiból. Tanulmányok a 2010. április 29-i nagyváradi sakktörténeti konferencia előadásaiból. Nagyvárad, 2010. (Bottlik Ivánnal)
- Varadinum Emlékkönyv 2003–2010. Nagyvárad, 2011. (Wagner Izabellával)
- Magyar Kultúra Ünnepe 2012. Nagyvárad, 2012.
- Magyar Kultúra Ünnepe 2013. Nagyvárad, 2013.
- Főhajtás püspökeink emléke előtt. Egyház, tudomány, kultúra. Nagyvárad, 2016. (Fodor Józseffel)

### Véleményezett kötetek
- Faragó Emese – Kecse Gabriella: Az én városom Nagyvárad. Helytörténeti segédanyag 5–8 évesek számára. Nagyvárad, 2010.
- Kecse Gabriella – Tunyogi Katalin: Az én városom Nagyvárad. Helytörténeti segédanyag 8–11 évesek számára. Nagyvárad, 2011.
- Zágoni Bálint: Kincses Képeskönyv. Nagyvárad. Kolozsvár, 2013.